# Oberamtsrat
Oberamtsrat ist in Deutschland die Amtsbezeichnung eines Beamten in der Laufbahngruppe des gehobenen Dienstes in der Bundes- oder Landesverwaltung im Endamt (Verzahnungsamt) und im vierten Beförderungsamt. Ohne Zusatz wird sie regelmäßig bei obersten Bundesbehörden (u. a. Bundesministerien) geführt. Häufigster Zusatz ist „Regierungs-“; die entsprechende Amtsbezeichnung lautet dementsprechend Regierungsoberamtsrat (ROAR) und wird grundsätzlich in der Laufbahn des gehobenen nichttechnischen Verwaltungsdienstes geführt.

## Besoldung
Das Amt mit der Amtsbezeichnung ist in Besoldungsgruppe A 13 der Bundesbesoldungsordnung A des Bundesbesoldungsgesetzes eingruppiert. Das Gleiche gilt für die Eingruppierung in die Besoldungsordnungen der Landesbesoldungsgesetze. Das Amt entspricht von Laufbahn der Besoldungsgruppe den Dienstgraden eines Stabshauptmann und eines Stabskapitänleutnantes der Bundeswehr.

## Zusätze und Entsprechungen
Zur Grundamtsbezeichnung Oberamtsrat existieren zahlreiche Zusätze und weitere Amtsbezeichnungen, die für ein Amt in Besoldungsgruppe A 13 im gehobenen Dienst vergeben werden. Neben der häufigsten Kombination von Grundamtsbezeichnung und Zusatz Regierungsoberamtsrat (ROAR) werden im gehobenen nichttechnischen Verwaltungsdienst die Amtsbezeichnungen Archivoberamtsrat und Bibliotheksoberamtsrat geführt. In Baden-Württemberg gibt es für Beamte im Landesdienst keinen Zusatz mehr zur Grundamtsbezeichnung Oberamtsrat – unabhängig der jeweiligen Laufbahn.
Vergleichbare Beamte führen im gehobenen auswärtigen Dienst neben der Amtsbezeichnung Oberamtsrat auch die Amtsbezeichnungen Kanzler erster Klasse oder Konsul (§ 1 Abs. 2 LAP-gehDAAV 2004), im gehobenen Bankdienst bei der Deutschen Bundesbank die Amtsbezeichnung Bundesbankoberamtsrat (Anlage 1 (zu § 2 Abs. 2) BBankLV), im gehobenen Polizeivollzugsdienst die Amtsbezeichnung Erster Polizeihauptkommissar (Anlage 1 (zu § 3 Abs. 2) BPolLV), bei Verwendung in der Polizei beim Deutschen Bundestag Erster Polizeihauptkommissar beim Deutschen Bundestag (Anlage (zu § 3) PolBTLV) und im gehobenen kriminalpolizeilichen Vollzugsdienst die Amtsbezeichnung Erster Kriminalhauptkommissar (Anlage (zu § 3 Abs. 2) KrimLV). Bei der Bundesagentur für Arbeit führen Beamte im Endamt des gehobenen nichttechnischen Verwaltungsdienstes die Amtsbezeichnung Oberamtsrat bei der Bundesagentur für Arbeit, in der Justizverwaltung Justizoberamtsrat, in der Steuerverwaltung Steueroberamtsrat und bei der Zollverwaltung Zolloberamtsrat (bis 1975 Oberzollrat).
Im gehobenen technischen Verwaltungsdienst lautet die Amtsbezeichnung Technischer Regierungsoberamtsrat (TROAR). Daneben besteht in dieser Laufbahn auch die Amtsbezeichnung Brandoberamtsrat für Beamte mit feuerwehrtechnischer Fachrichtung.
Im agrar-, forst- und ernährungswissenschaftlichen sowie tierärztlichen Dienst, sofern forstwissenschaftliche Aufgaben wahrgenommen werden, lautet die Amtsbezeichnung Forstoberamtsrat.
In den auslaufenden Laufbahnen der Beamten bei den Postnachfolgeunternehmen und bei den Beamten des Bundeseisenbahnvermögens, die zur Wahrnehmung einer Tätigkeit bei der Deutschen Bahn beurlaubt oder zugewiesen sind, haben die Endämter des gehobenen Dienstes die Amtsbezeichnungen Bundesbahnoberamtsrat, Technischer Bundesbahnoberamtsrat, Postoberamtsrat und Technischer Postoberamtsrat.
Mit der Übernahme der Bundesfernstraßenverwaltung durch den Bund (Zuständigkeit: Fernstraßen-Bundesamt und Die Autobahn GmbH des Bundes) und der bisher mit dieser Aufgabe betrauten Landesbeamten technischer und nichttechnischer Laufbahnen wurde der neue Zusatz zur Grundamtsbezeichnung „Bundesfernstraßen-“ eingeführt. Die Amtsbezeichnungen lauten entsprechend Bundesfernstraßenoberamtsrat oder Technischer Bundesfernstraßenoberamtsrat.
In den Kommunalverwaltungen und anderer Körperschaften lautet die Amtsbezeichnung regelmäßig Verwaltungsoberamtsrat. Im Schuldienst lautet die der Laufbahn und Besoldungsgruppe des Oberamtsrates entsprechende Amtsbezeichnung Fachschuloberlehrer (beim Bund in den Geschäftsbereichen des Bundesministeriums des Innern, für Bau und Heimat und des Bundesministeriums der Verteidigung), im nautischen Dienst in den Geschäftsbereichen des Bundesministeriums der Verteidigung und des Bundesministeriums für Verkehr und digitale Infrastruktur Seehauptkapitän und als Prüfungsbeamter bei einem Rechnungshof Oberrechnungsrat (Anlage 1 (zu § 9 Abs. 1) BLV).

## Ausbildung
Obersamtsräte haben in der Regel die Laufbahnausbildung für den gehobenen Dienst als Fachhochschulstudium mit dem Abschluss Diplom-Verwaltungswirt (FH) bzw. Bachelor abgeschlossen.

## Dienststellung in einer Behörde
Oberamtsräte sind in großen Behörden zumeist als Sachgebietsleiter tätig und Vorgesetzte der Beamten des gehobenen und des mittleren Dienstes. In kleineren Dienststellen können sie auch die Funktion eines Abteilungsleiters innehaben. Aufgrund guter dienstlicher Beurteilungen wurden sie nach dem Grundsatz der fachlichen Leistung bis in dieses Endamt ihrer Laufbahn, das zugleich als Verzahnungsamt fungiert, befördert.